# Apollolaan (Amsterdam)
De Apollolaan is een straat in het Amsterdamse stadsdeel Zuid. De straat is vernoemd naar de Griekse god Apollo.

## Ligging
De straat begint aan de oostzijde in het verlengde van de Churchill-laan en het Muzenplein en eindigt aan de westzijde bij het Olympiaplein, waar de laan overgaat in Olympiaweg. De Apollolaan kruist twee belangrijke verkeersaders, de Stadionweg en de Beethovenstraat. In laatstgenoemde straat rijden tramlijn 5 en 24.

## Karakter
De Apollolaan is een van de weinige echte lanen in Amsterdam. Evenals de in het verlengde liggende Churchill-laan en de Minervalaan (dwars op de Apollolaan) is de straat breed van opzet en heeft het een lommerrijke middenberm.
Er zijn enkele standbeelden te vinden die de Tweede Wereldoorlog gedenken. Bij de Beethovenstraat werden op 24 oktober 1944 als represaille 29 mensen doodgeschoten door de Duitsers. Bij het hiervoor opgerichte Monument voor gefusilleerde verzetsstrijders van Jan Havermans wordt elk jaar op 4 mei een herdenking gehouden. Dit monument is op zaterdag 25 oktober 1952 onthuld.
Tegenwoordig zijn langs de Apollolaan enkele luxe hotels te vinden. Naast zijn woonfunctie huisvest de Apollolaan ook vele bedrijven, voornamelijk binnen de vastgoedsector en de juridische en financiële wereld.

## Markante punten

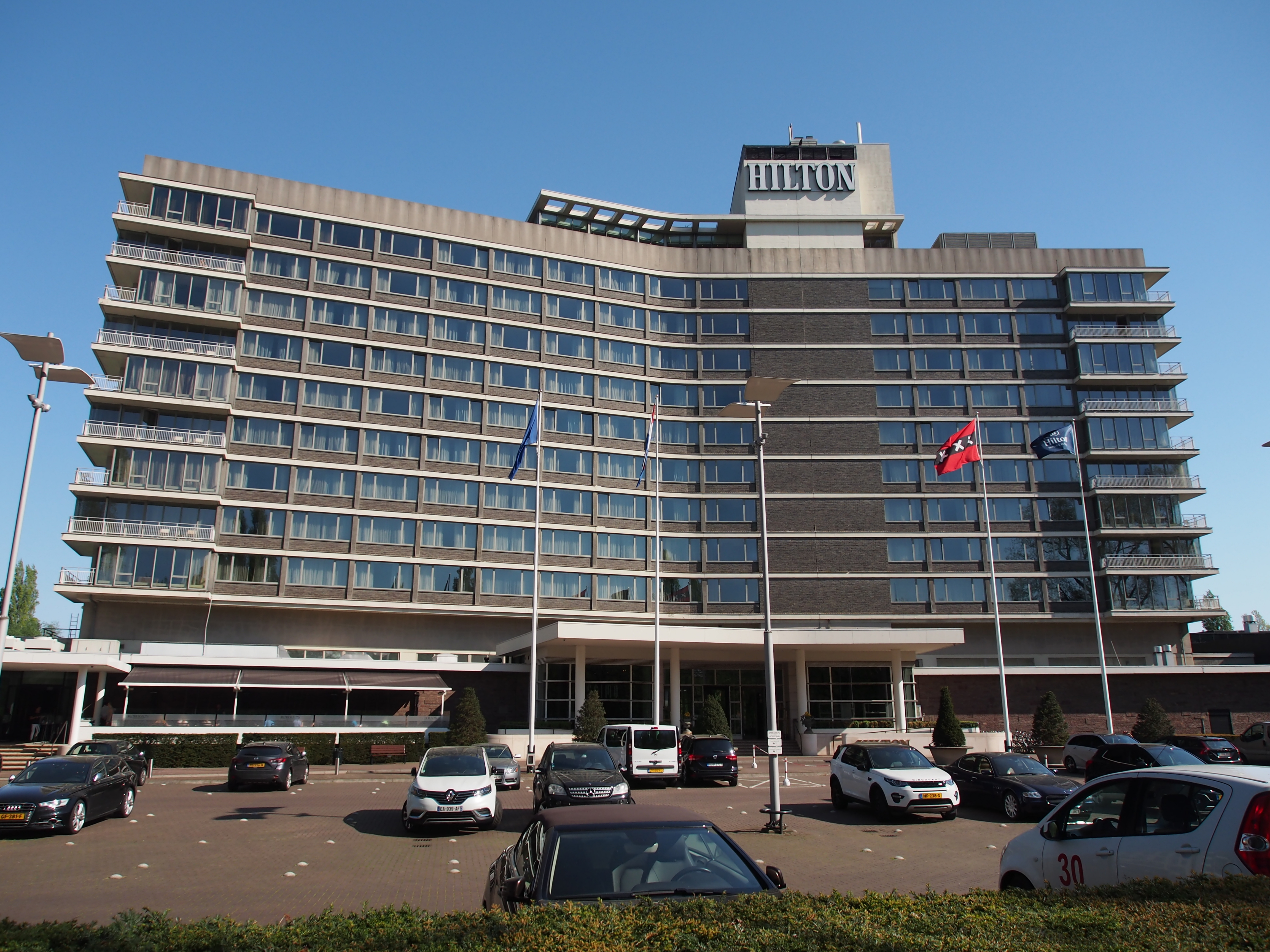
Het Hilton Hotel

- Op Apollolaan 1 staat Villa Den Tex (Frans den Tex, 1927-1928) met beeldhouwwerk van Hildo Krop (gemeentelijk monument).
- Op nr. 4 (bij de hoek met de Stadionweg) is de monumentale Apollohal (Albert Boeken, 1934), een sporthal, gevestigd (rijksmonument). Hierachter ligt het Apollo Hotel (Alexander Bodon, 1961).
- Schuin tegenover de Apollohal, op nr.15, staat het gebouw Apollo House (Dirk Roosenburg, 1939). Het pand wordt ook wel 'strijkijzer' of 'oceaanstormer' genoemd. Tot in de jaren 1990 was in dit gebouw de Sociale Verzekeringsbank gevestigd. Tegenwoordig is er een kantoor voor advocaten en notarissen in gehuisvest (rijksmonument).
- Apollolaan 65-83, hoek Beethovenstraat 3-9, een fors woon/winkelblok (1938/1939) naar het laatste ontwerp van architect Jan Frederik Staal. Onder meer door de uniforme verticale gevelindeling met erkers, beplatingen en bakstenen geveldelen die elkaar strak afwisselen, is het sinds 2013 gemeentelijk monument. Verdere kenmerken: de hier en daar toegepaste ronde ramen en de balkons met hekjes op de erkers. Uniform zijn de versieringen bij de portiekingangen. Juist in de indeling van de begane grond zit het verschil: aan de Apollolaan bevinden zich woningen in dit blok, aan de Beethovenstraat winkels met winkelbrede etalages.
- Op nr. 138-140 is het Hilton Hotel (rijksmonument) (H.A. Maaskant, 1958) gevestigd, tegenover het begin van de Minervalaan.
- op nr. 166, Villa Lebbink (Jo Mulder, 1925-1927) (rijksmonument).
- Op nr. 193-197 bevindt zich het in 1937 opgeleverde luxueuze appartementencomplex Schouwenhoek. Dit complex staat aan het einde van de straat op de hoek met het Olympiaplein. Het gebouw is ontworpen door architect F.A. Warners.

## Kunst in de openbare ruimte

Afbeeldingen
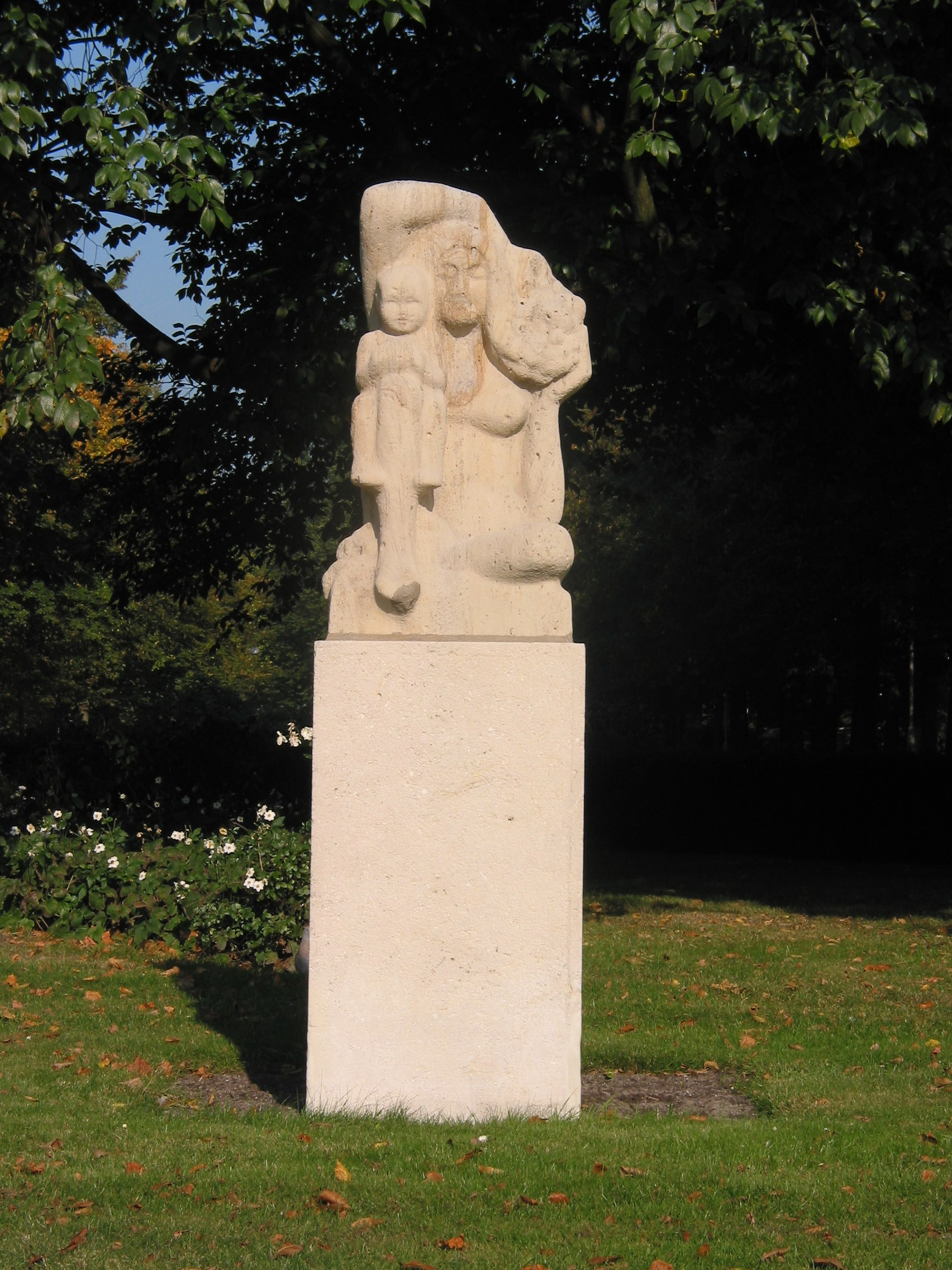
Maja van Frans Werner uit 1930
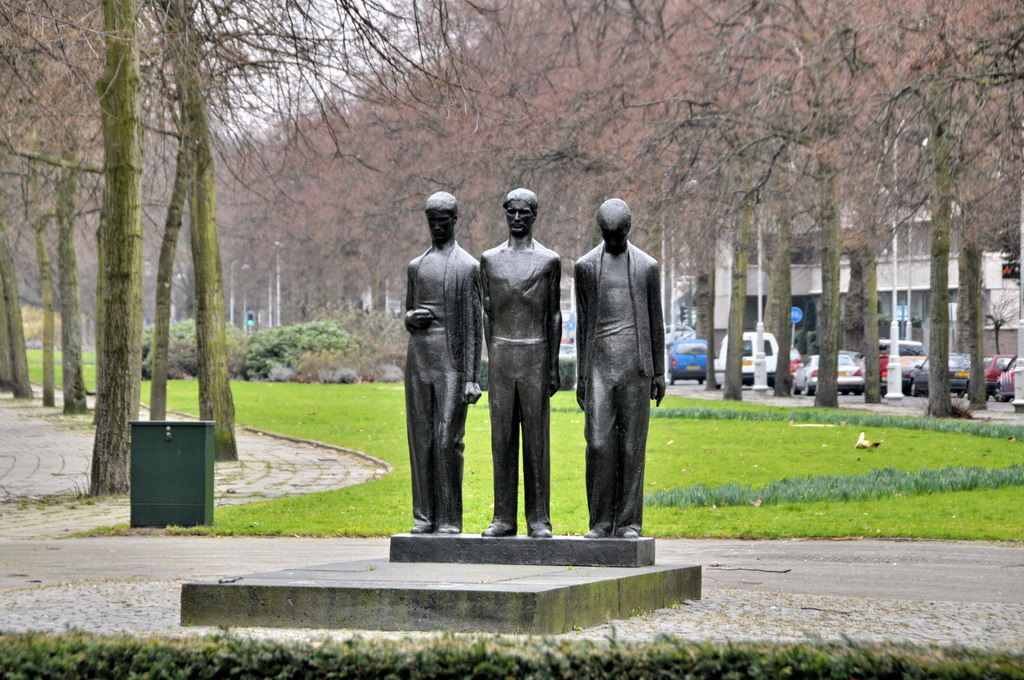
Apollolaan / hoek Beethovenstraat, Verzetsmonument Apollolaan van Jan Havermans uit 1952
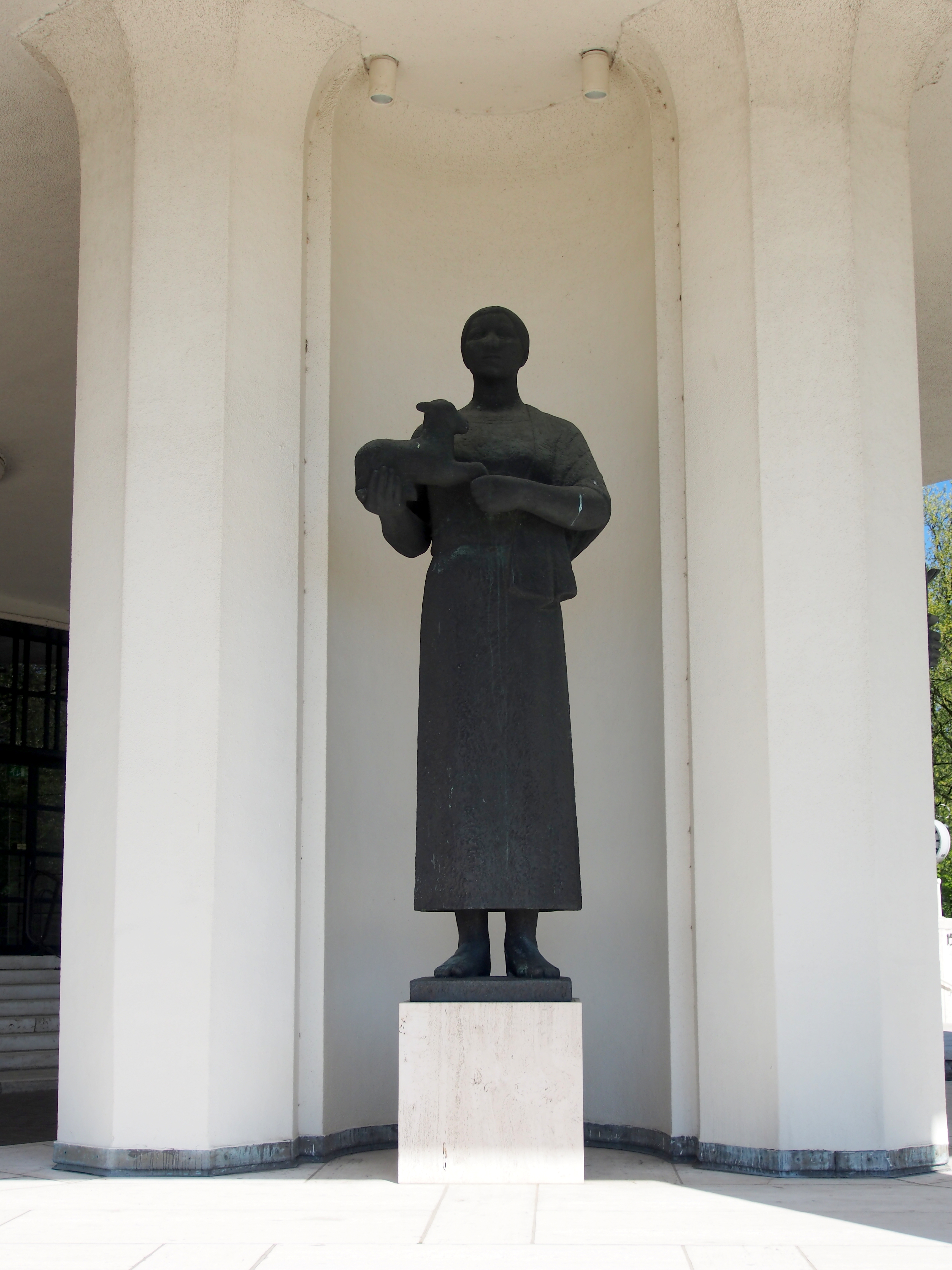
De beschermster van de sociale zorg en gerechtigheid van Han Wezelaar uit 1954
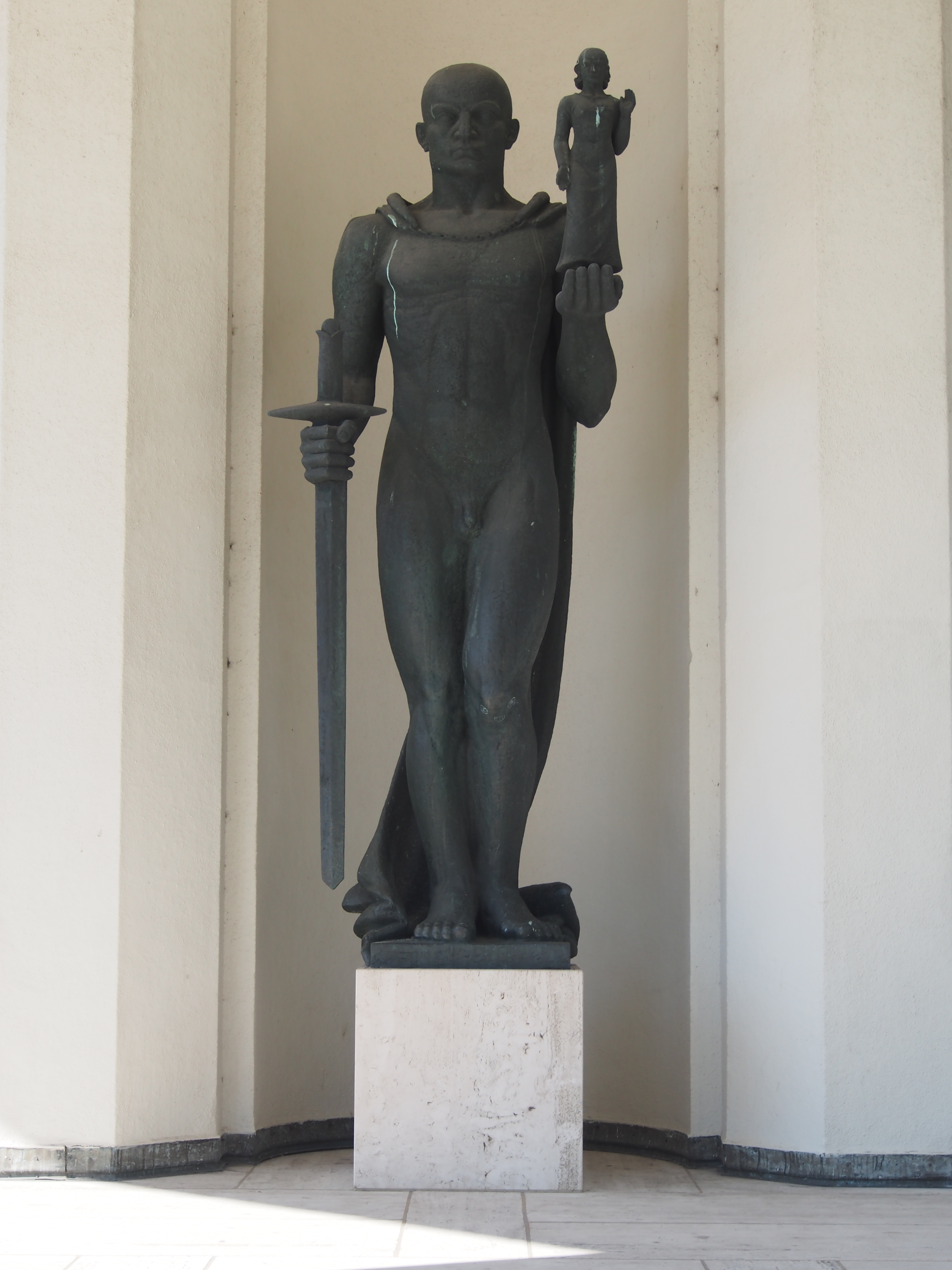
De beschermer en handhaver van de sociale wetgeving van Hildo Krop uit 1941
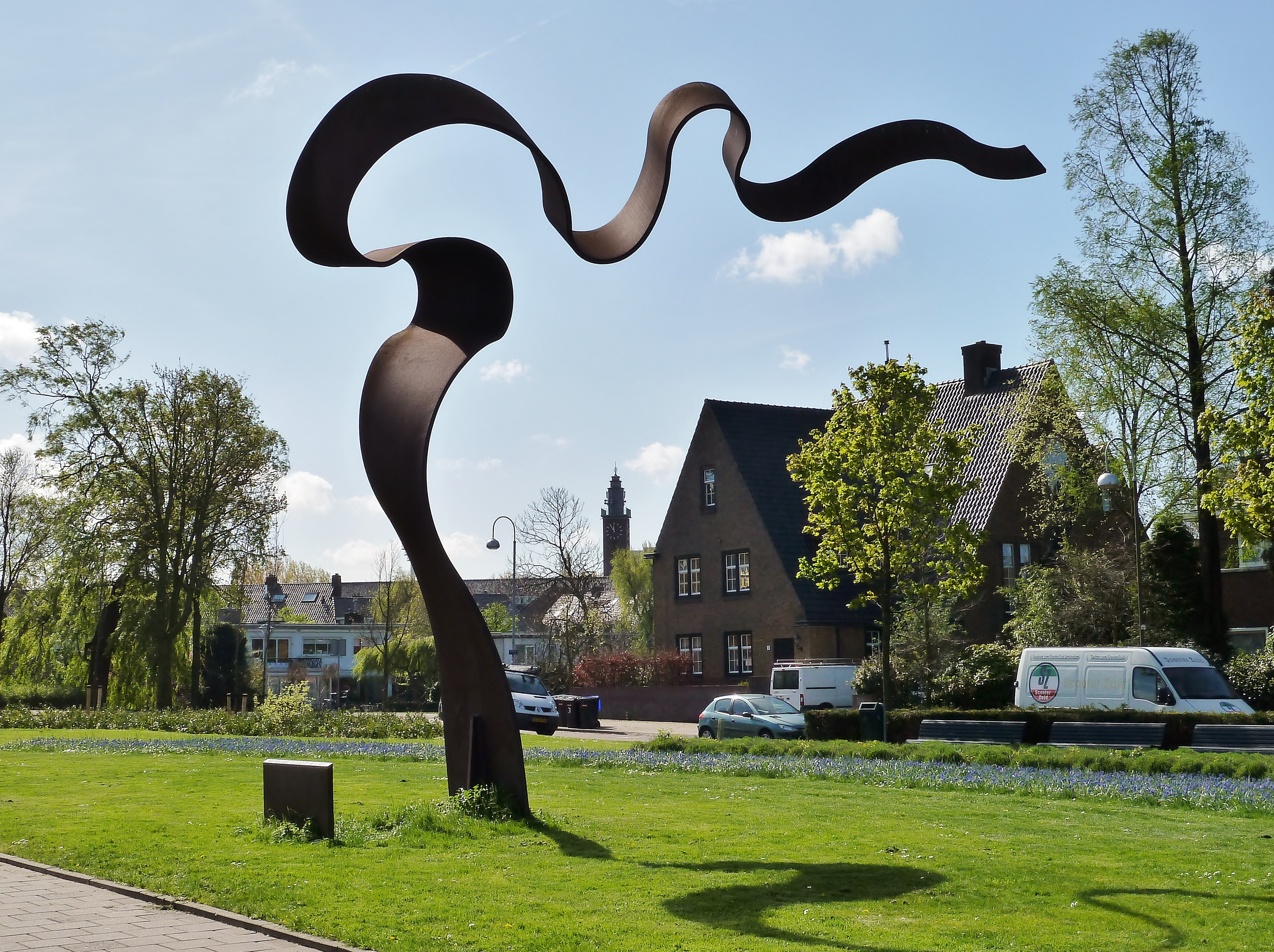
Amsterdam dankt zijn Canadezen van Jan de Baat uit 1980

## In het nieuws
- In 1991 kwam de Apollolaan in het nieuws door de gewelddadige dood van crimineel Klaas Bruinsma. Hij werd op de parkeerplaats voor het Hilton Hotel om het leven gebracht.
- Op 11 juli 2001 pleegde zanger en schilder Herman Brood zelfmoord op de Apollolaan door van het dak van het Hilton Hotel te springen.
- Op 17 mei 2004 kwam vastgoedmagnaat Willem Endstra op de Apollolaan om het leven door een afrekening binnen het criminele milieu. Endstra had zijn kantoor op de Apollolaan en werd vlak bij dat kantoor neergeschoten.
- In de zomer van 2009 stonden in het kader van ArtZuid in de middenberm van de Apollolaan en de Minervalaan vele beelden; dit is daarna meerdere keren herhaald.[2]